# Отьой
 Тази статия е за квартала.  За френския актьор вижте Даниел Отьой.  
Отьой (на френски: Auteuil) е 61-вият квартал на Париж, част от 16-и район.
До 1860 г. е самостоятелно селище.
Разположен е между Булонския лес и река Сена в западната част на града. Площта му е 303 km², а населението – около 68 хил. души (1999).